# 대륵도
대륵도(大勒島)는 여수시의 묘도 근처에 있는 섬으로 섬의 형태가 늑대를 닮았다고 하여서 대륵도라는 명칭이 붙었다. 행정구역 상으로는 전라남도 여수시 율촌면 여동리에 속해 있다. 사람이 살고 있는 유인도이며, 2010년 기준으로 14가구 53명이 거주하고 있다.